# Arte conceptual
A arte conceptual ou arte conceitual iniciou na década de 1960 e adentrou nos anos setenta. Este movimento artístico abriu mão do formalismo e dos objetos para se concentrar em ideias e conceitos.

## História
A arte conceptual valoriza mais a ideia por detrás da obra do que o produto acabado, sendo que, às vezes, este nem mesmo precisa existir. Suas expressões são bastante variadas e abrangem a fotografia, o vídeo, os textos, as performances, as instalações, a expressão musical entre outros elementos das linguagens artísticas. O termo arte conceitual foi usado pela primeira vez num texto de Henry Flynt, em 1961, relacionado com as atividades do Grupo Fluxus.
Não existem limites muito bem definidos para que uma obra seja considerada conceitual, pois entre suas intenções, a interpretação de ideias, conceitos, críticas ou denúncias são as mais presentes. O objetivo é que o observador reflita sobre o ambiente, assim como a violência, o consumo e a sociedade, que são preocupações básicas da arte contemporânea. 
A obra do artista francês Marcel Duchamp, nas décadas de 1950 tinha prenunciado o movimento conceitualista, ao propor trabalhos que se tornariam protótipos de obras conceituais, como os readymades, por exemplo. O mesmo caráter precursor tem a obra 4'33", de 1952, do compositor estadunidense John Cage.
O movimento estendeu-se, aproximadamente, de 1967 a 1978. Foi muito influente, contudo, na obra de artistas subsequentes, como no caso de Mike Kelley ou Tracy Emin que são, por vezes, referidos como conceitualistas da segunda ou terceira geração, ou pós-conceptualistas. Ainda hoje o estilo, vez por outra, volta a emergir.

## Principais artistas
- Art & Language - grupo de artistas conceituais britânico, estadunidense, australiano;
- Joseph Beuys, artista contemporâneo alemão;
- Paulo Bruscky - artista plástico brasileiro;
- Richard Estes – pintor norte-americano, conhecido por suas pinturas hiper-realistas;
- Jasper Johns – pintor, escultor e artista gráfico estadunidense;
- Mike Kelley – artista plástico estadunidense;
- Joseph Kosuth – artista conceitual estadunidense;
- Barbara Kruger, artista conceitual estadunidense;
- Robert Rauschenberg – pintor e artista plástico estadunidense;

entre outros.